# マンダラ山 (インドネシア)
マンダラ山（マンダラさん、インドネシア語: Puncak Mandala、プンチャック・マンダラ）は、ニューギニア島に存在する山の1つ。インドネシア・山岳パプア州に属する。山頂の標高は4760メートルで、ジャヤウィジャヤ山地の最高峰である。西に約350 kmの地点に位置する標高4884 mのプンチャック・ジャヤに次ぎ、オセアニア、オーストララシア、メラネシア、ニューギニア島、インドネシアにおいては、2番目に高い山である。1963年まではユリアナ峰（Julianatop, Juliana Peak）と言った。

## 地理
マンダラ山は西ニューギニアにおける3つの大きな山塊の1つに数えられており、プンチャック・ジャヤとトリコラ山の複合体と一緒になっている。かつて山頂には氷帽が存在したものの、1989年に見られたのを最後に、2003年までには完全に消失した。Shuttle Radar Topography Missionのデータによると、マンダラ山の標高は、トリコラ山よりも高い可能性が高い。

## 登頂
1959年9月9日に、オランダの探検隊がマンダラ山に初登頂した。